# Diocesi di Ganzhou
La diocesi di Ganzhou (in latino: Dioecesis Canceuvensis) è una sede della Chiesa cattolica in Cina suffraganea dell'arcidiocesi di Nanchang. Nel 1950 contava 15.145 battezzati su 3.000.000 di abitanti. La sede è vacante.

## Territorio
La diocesi comprende parte della provincia cinese di Jiangxi.
Sede vescovile è la città di Ganzhou.

## Storia
Il vicariato apostolico di Ganzhou (Kanchow) fu eretto il 25 agosto 1920 con il breve Divinae sponsiones di papa Benedetto XV, ricavandone il territorio dal vicariato apostolico del Kiangsi meridionale (oggi diocesi di Ji'an).
L'11 aprile 1946 il vicariato apostolico è stato elevato a diocesi con la bolla Quotidie Nos di papa Pio XII.
Vescovo "patriottico", non riconosciuto dalla Santa Sede, fu Chen Duqing, morto nel 1990: era stato uno dei primi vescovi cinesi ordinati nel 1957 senza autorizzazione di Roma.

## Cronotassi dei vescovi
Si omettono i periodi di sede vacante non superiori ai 2 anni o non storicamente accertati.
- Paul-Marie Dumond † (21 luglio 1920 12 maggio 1925 nominato vicario apostolico) (amministratore apostolico)

- Paul-Marie Dumond † (12 maggio 1925 - 3 luglio 1931 nominato vicario apostolico di Nanchang)
- John Andrew O'Shea † (3 luglio 1931 succeduto - 10 ottobre 1969 deceduto)
  - Sede vacante
  - Chen Du-qing † (9 ottobre 1958 consacrato - 25 agosto 1990 deceduto)

## Statistiche
La diocesi nel 1950 su una popolazione di 3.000.000 di persone contava 15.145 battezzati, corrispondenti allo 0,5% del totale.
| anno | popolazione | popolazione | popolazione | presbiteri | presbiteri | presbiteri | presbiteri                | diaconi | religiosi | religiosi | parrocchie |
| anno | battezzati  | totale      | %           | numero     | secolari   | regolari   | battezzati per presbitero | diaconi | uomini    | donne     | parrocchie |
| ---- | ----------- | ----------- | ----------- | ---------- | ---------- | ---------- | ------------------------- | ------- | --------- | --------- | ---------- |
| 1950 | 15.145      | 3.000.000   | 0,5         | 40         | 16         | 24         | 378                       |         |           | 45        | 18         |